# Server vps
VPS (Virtual Private Server) reprezintă un server virtualizat care acționează ca un server dedicat în cadrul unui server fizic mai mare. În termeni simpli, un VPS este o mașină virtuală găzduită pe un server fizic puternic, care operează independent, având propriul său sistem de operare (SO), resurse (cum ar fi CPU, RAM, spațiu de stocare) și conectivitate la rețea.
Gazduirea VPS este o opțiune populară pentru companii și indivizi care au nevoie de mai mult control, flexibilitate și resurse decât cele oferite de gazduirea partajată (shared hosting), dar fără costurile unui server dedicat. Utilizatorii pot instala și configura software, rula aplicații personalizate și obține acces root la serverul virtual, la fel cum ar face în cazul unui server dedicat.
Un singur server fizic poate găzdui mai multe instanțe de VPS, fiecare izolată una față de cealaltă, asigurându-se că performanța și securitatea unui VPS nu sunt afectate de ceilalți. Gazduirea VPS este frecvent utilizată pentru găzduirea de site-uri web, dezvoltarea de aplicații, medii de testare și diverse alte scopuri în care este necesar un mediu virtual dedicat și personalizabil.

## Tipuri de VPS
Există mai multe tipuri de VPS (Virtual Private Server), fiecare cu caracteristici și configurări specifice. Iată câteva dintre cele mai comune tipuri de VPS:
1. VPS bazat pe sisteme de virtualizare:
  - VPS bazat pe KVM (Kernel-based Virtual Machine): Acest tip de VPS utilizează tehnologia de virtualizare KVM, care permite izolarea completă a resurselor și securitatea ridicată. Utilizează un kernel dedicat pentru fiecare mașină virtuală.
  - VPS bazat pe VMware: Acest tip de VPS se bazează pe tehnologia de virtualizare VMware, care oferă scalabilitate și fiabilitate sporite, fiind folosit în principal în mediul de afaceri.
2. VPS în funcție de sistemul de operare:
  - VPS cu sistem de operare Windows: Aceste VPS-uri rulează sistemul de operare Windows și sunt utilizate în special pentru aplicații și servicii care necesită mediu de rulare Windows.
  - VPS cu sistem de operare Linux: Aceste VPS-uri rulează diverse distribuții de Linux și sunt preferate pentru gazduirea site-urilor web, aplicațiilor web și dezvoltarea software.
3. VPS în funcție de resurse:
  - VPS cu resurse fixe: Acest tip de VPS oferă o cantitate specifică de resurse, cum ar fi CPU, RAM și spațiu de stocare, care nu se schimbă odată ce VPS-ul este configurat.
  - VPS cu resurse flexibile: Acest tip de VPS permite ajustarea resurselor, cum ar fi CPU și RAM, în funcție de necesitățile utilizatorului. Este cunoscut și sub denumirea de VPS scalabil.
4. VPS administrat și neadministrat:
  - VPS administrat: Furnizorul de servicii de gazduire se ocupă de administrarea și mentenanța serverului, inclusiv actualizările, securitatea și suportul tehnic.
  - VPS neadministrat: Utilizatorul are responsabilitatea administrării și configurării serverului, iar furnizorul de servicii de gazduire oferă doar acces la infrastructura virtuală.

Fiecare tip de VPS are avantaje și dezavantaje, iar alegerea potrivită depinde de nevoile specifice ale utilizatorului și nivelul de cunoștințe tehnice disponibile.